# Josef Mucha
Josef Mucha (* 7. října 1967 Prostějov) je bývalý český fotbalový záložník. Po skončení aktivní kariéry působí jako trenér, momentálně jako asistent trenéra Svědíka v FC Slovácko. Jeho dcerou je tenistka Karolína Muchová a synem je fotbalista Filip Mucha. Bydlí v Olomouci.

## Fotbalová kariéra
Začínal v Železárnách Prostějov. Dále hrál na vojně za RH Znojmo, ligu za SK Sigma Olomouc a FC Tescoma Zlín a nižší soutěž za 1. HFK Olomouc. V lize odehrál 309 utkání a dal 39 gólů. V evropských pohárech dal za Olomouc 6 gólů.

## Ligová bilance
| Ročník                                   | Zápasy | Góly | Klub             |
| ---------------------------------------- | ------ | ---- | ---------------- |
| 1. československá fotbalová liga 1989/90 | 6      | 0    | SK Sigma Olomouc |
| 1. československá fotbalová liga 1990/91 | 1      | 0    | SK Sigma Olomouc |
| 1. československá fotbalová liga 1991/92 | 1      | 0    | SK Sigma Olomouc |
| 1. česká fotbalová liga 1993/94          | 24     | 5    | FC Svit Zlín     |
| 1. česká fotbalová liga 1994/95          | 15     | 0    | FC Svit Zlín     |
| 1. česká fotbalová liga 1994/95          | 13     | 2    | SK Sigma Olomouc |
| 1. česká fotbalová liga 1995/96          | 27     | 6    | SK Sigma Olomouc |
| 1. česká fotbalová liga 1996/97          | 28     | 4    | SK Sigma Olomouc |
| Gambrinus liga 1997/98                   | 30     | 3    | SK Sigma Olomouc |
| Gambrinus liga 1998/99                   | 29     | 4    | SK Sigma Olomouc |
| Gambrinus liga 1999/00                   | 24     | 4    | SK Sigma Olomouc |
| Gambrinus liga 2000/01                   | 28     | 3    | SK Sigma Olomouc |
| Gambrinus liga 2001/02                   | 23     | 2    | SK Sigma Olomouc |
| Gambrinus liga 2002/03                   | 27     | 2    | FC Tescoma Zlín  |
| Gambrinus liga 2003/04                   | 24     | 4    | FC Tescoma Zlín  |
| CELKEM                                   | 309    | 39   |                  |

## Trenérská kariéra
- Trénoval druholigový 1. HFK Olomouc (červen 2008 – březen 2009).[3][4]
- Asistent trenéra SK Sigma Olomouc (prosinec 2011 - prosinec 2013).[5][6]
- Asistent trenéra MFK Karviná (červen 2014 – prosinec 2017).[7][8]
- Trenér MFK Karviná (prosinec 2017 – květen 2018).[9][10]
- Trenér juniorky SK Sigma Olomouc (červenec 2018 – prosinec 2018).[11][12]
- Asistent trenéra FC Vysočina Jihlava (od prosince 2018 do července 2020).[12][13]